# وقود غروي
الوقود الغروي (بالإنجليزية: Colloidal fuel)‏ هو مستحلب من مسحوق الفحم الحجري في الكيروسين. استخدم في الحرب العالمية الأولى على متن السفن كبديل للكيروسين في حال انخفاض مخزونه.